# Обикновена майна
Обикновена майна или индийски скорец (Acridotheres tristis), е вид птица от семейство Скорецови (Sturnidae). Видът е незастрашен от изчезване.

## Разпространение
Разпространен е в Афганистан, Бангладеш, Бутан, Камбоджа, Китай, Индия, Иран, Израел, Казахстан, Лаос, Малайзия, Мианмар, Непал, Пакистан, Сингапур, Турция, Шри Ланка, Тайланд и Виетнам.